# إسير لايكيود E
أسير لايكيود E (بالإنجليزية: Acer Liquid E)‏ هو هاتف ذكي من إيسر يعمل بنظام أندرويد، تم طرحه في الأسواق في 2010.

## الخصائص
- نظام التشغيل: أندرويد
- الكاميرا الأمامية: 5 ميجابكسل
- الشاشة: شاشة لمس إل سي دي 480×800
- الوزن: 135 غرام
- المعالج: 768 ميجا هرتز